# Bārānī-ye Kord
Bārānī-ye Kord (persiska: بارانئ كُرد, بارانی کرد) är en ort i Iran.   Den ligger i provinsen Västazarbaijan, i den nordvästra delen av landet, 500 km väster om huvudstaden Teheran. Bārānī-ye Kord ligger 1 288 meter över havet och antalet invånare är 364.
Terrängen runt Bārānī-ye Kord är huvudsakligen platt, men norrut är den kuperad.Runt Bārānī-ye Kord är det ganska tätbefolkat, med 108 invånare per kvadratkilometer. Närmaste större samhälle är Naqadeh, 12,4 km sydväst om Bārānī-ye Kord. Trakten runt Bārānī-ye Kord består till största delen av jordbruksmark.